# Sidney Darlington
Sidney Darlington (ur. 18 lipca 1906 w Pittsburghu, zm. 31 października 1997 w Exeter) – amerykański inżynier i wynalazca, profesor University of New Hampshire.

## Życiorys
Studia ukończył w 1928 uzyskując tytuł bakałarza nauk (Bachelor of science) na Uniwersytecie Harvarda w dziedzinie fizyki, a rok później w Massachusetts Institute of Technology w dziedzinie elektrotechniki i od razu w 1929 podjął pracę w Bell Laboratories w Murray Hill (stan New Jersey), gdzie zatrudniony był aż do emerytury. Pracę doktorską obronił w 1940 w Columbia University w dziedzinie fizyki.
Twórca wielu opracowań i wynalazków, głównie z dziedziny elektroniki i jej zastosowań, m.in. w radarach, celownikach do bomb, układach naprowadzania, kontrolowania trajektorii i sterowania rakiet. Za swój wkład w czasie II wojny światowej uhonorowany w 1945 Prezydenckim Medalem Wolności, najwyższym amerykańskim odznaczeniem cywilnym.
W 1953 opracował tranzystorowy układ Darlingtona, którego nazwę przyjęto od nazwiska twórcy.
Przeszedłszy w ustawowym wieku 65 lat na emeryturę w Bell Laboratories w 1971 nie przerwał swej pracy naukowej i badawczej: jeszcze do 1974 pracował w niepełnym wymiarze czasu w Laboratorium jako konsultant, ponadto także od 1971 podjął współpracę z uniwersytetem stanowym New Hampshire, gdzie do śmierci był profesorem (adjunct professor) i konsultantem. W 1978 przez miesiąc prowadził wykłady w uniwersytecie stanowym Kalifornii w Los Angeles. Od 1980 do śmierci był członkiem nowo utworzonej Akademii Nauk i Technologii stanu New Hampshire.
W 1975 wybrano go do amerykańskiej Narodowej Akademii Technicznej (National Academy of Engineering), a w 1978 – do Akademii Nauk (National Academy of Science). Za jego prace amerykańskie Stowarzyszenie Inżynierów Elektryków i Elektroników IEEE w 1972 odznaczyło Darlingtona nagrodą Prize Paper Award of the IEEE Circuit Theory Group, w 1975 – Medalem Edisona, a w 1981 – Medalem Zasługi (IEEE Medal of Honor).
Mając znaczną wiedzę znany był ze swojej skłonności do nieustannego przekazywania jej swemu otoczeniu, przez co niektórzy bliscy krytykowali go za uciążliwą gadatliwość. W życiu prywatnym lubił zimowe piesze wędrówki, wspinaczkę górską i podróże autostopem. Zmarł w swoim domu w Exeter w wieku 91 lat, pozostawiając żonę Joan, dwie córki – Ellen i Rebekę – i siostrę Celię.